# McQueeney (Texas)
McQueeney es un lugar designado por el censo ubicado en el condado de Guadalupe en el estado estadounidense de Texas. En el Censo de 2010 tenía una población de 2.545 habitantes y una densidad poblacional de 215,63 personas por km².

## Geografía
McQueeney se encuentra ubicado en las coordenadas 29°36′2″N 98°2′51″O / 29.60056, -98.04750. Según la Oficina del Censo de los Estados Unidos, McQueeney tiene una superficie total de 11.8 km², de la cual 10.79 km² corresponden a tierra firme y (8.58%) 1.01 km² es agua.

## Demografía
Según el censo de 2010, había 2.545 personas residiendo en McQueeney. La densidad de población era de 215,63 hab./km². De los 2.545 habitantes, McQueeney estaba compuesto por el 88.8% blancos, el 2.67% eran afroamericanos, el 0.83% eran amerindios, el 0.35% eran asiáticos, el 0.12% eran isleños del Pacífico, el 5.27% eran de otras razas y el 1.96% pertenecían a dos o más razas. Del total de la población el 28.84% eran hispanos o latinos de cualquier raza.